# Pavel Nahimov
Pavel Stepanovič Nahimov (rusko Павел Степанович Нахимов), ruski mornariški častnik. * 5. julij 1802, Gorodok, Vjazemski ujezd, † 12. julij 1855, Sevastopol. 
Nahimov je bil admiral Ruske imperialne mornarice in eden izmed najslavnejših admiralov v ruski mornariški zgodovini. Med obrambo Sevastopola je bil poveljnik mornariških in kopenskih sil.

## Življenjepis
Pavel Nahimov se je rodil 5. julija 1802 v vasi Gorodok v Vjazemskem okraju Smolenske gubernije. Bil je sedmi od enajstih otrok revnega zemljiškega posestnika. Imel je še štiri brate, ki so vsi postali mornarji, vključno z viceadmiralom Sergejom Nahimovim. 3. maja 1815 se je vpisal v Mornariški kadetni korpus. Plul je na brigih Simeon i Anna in Feniks in je bil med najboljšimi učenci v generaciji. Leta 1818 postane častnik in leta 1820 začne služenje na ladji Janus, naslednjega leta pa na fregati Krejser, ki je skupaj s šalupo Ladoga pod poveljstvom Mihaila Lazareva v letih 1822–1825 obkrožila svet. Med plovbo je bil povišan v poročnika, po vrnitvi pa je bil odlikovan z redom svetega Jurija 4. razreda. 
Nato je bil dodeljen na bojno ladjo s 74 topovi Azov, katere poveljnik je bil Mihail Lazarev. Nahimov se je leta 1827 izkazal med bitko pri Navarinu. Poveljeval je bateriji na Azovu, ki je popolnoma uničila turško eskadro, za kar je bil odlikovan z redom sv. Jurija 4. razreda, grškim redom Rešnika in povišan je bil v nadporočnika. Med rusko-turško vojno (1828–1829) je poveljeval korveti Navarino in zajel turško ladjo. Leta 1832 je postal poveljnik fregate Pallada na Baltski floti, nakar je bil premeščen na Črnomorsko floto. Leta 1834 je bil povišan v kapitana 2. stopnje, leta 1836 pa je postal poveljnik bojne ladje Silistrija. Leto pozneje je bil povišana v kapitana 1. stopnje, leta 1845 pa v kontraadmirala in postal poveljnik 5. divizije ladij. Leta 1852 postane viceadmiral.

### Krimska vojna (1853–1855)
Med krimsko vojno je v nevihtnem vremenu poveljeval eskadri Črnomorske flote, ko je v Sinopu odkril glavnino enot Turške vojne mornarice. 30. novembra 1853 jih je porazil v bitki pri Sinopu. V bitki je ruska eskadra šestih bojnih ladij, treh fregat in treh parnikov potopila turško floto sedmih fregat, treh korvet, dveh ladij za transport orožja, dveh trgovskih brigov in enega od dveh parnikov (drugi parnik je bil edina preživela turška ladja) brez izgubljene ladje. 
Marca 1855 postane poveljnik pristanišča Sevastopol in isti mesec je bil povišan v admirala. Energično je poveljeval obrambi mesta. Užival je največji moralni vpliv na vojake in mornarje, ki so ga klicali »oče-dobrotnik«.
10. julija 1855 je bil med pregledom prednjih utrdb smrtno ranjen s kroglo v glavo pri Malahovem Kurganu. Umrl je 12. julija in bil pokopan v katedrali sv. Vladimirja v Sevastopolu.

## Spomin
Med drugo svetovno vojno so bile ustanovljene Nahimovske višje mornariške šole, v katerih se še danes bodoči ruski mornarji (»Nahimovci«) pripravljajo na študij na vojaških univerzah.
Od 7. septembra 2010 Rusija podeljuje mornariška odlikovanja red Nahimova. Po Nahimovu je bilo poimenovanih več ladij – tovorna in potniška ladja ter štiri križarke, vključno z težko jedrsko raketno križarko Admiral Nahimov razreda Orlan.
Poleg tega sta bili po njem poimenovana tudi jezero v Leningrajski oblasti in vas Nahimovskoje v Smolenski oblasti.
Leta 1846 je bil posnet zgodovinski in biografski film režiserja Vsevoloda Pudovkina »Admiral Nahimov«, ki je imel izjemno vlogo v glorifikaciji Nahimova med sovjetskimi ljudmi kot največjega ruskega mornariškega poveljnika, heroja Sinope in Sevastopola. Vlogo Nahimova je odigral Aleksej Diki, za kar je prejel Stalinovo nagrado 1. stopnje in je bil na Beneškem filmskem festivalu nominiran za najboljšega igralca.